# Montañas de Siberia oriental
Las montañas de Siberia oriental o tierras altas de Siberia oriental (en ruso: Восточно-Сибирское нагорье) son uno de los mayores sistemas montañosos de la Federación Rusa. Están situadas entre la llanura central de Yakutia y el estrecho de Bering, en el distrito federal del Lejano Oriente y el noreste de Siberia. Toda la zona del sistema de Siberia Oriental tiene una densidad de población muy baja. El territorio del sistema montañoso es una de las grandes regiones rusas
En algunas áreas de las montañas de Siberia oriental, como la cordillera Kisilyakh y las tierras altas de Oymyakon, existen kigilyakhs, las formaciones rocosas que son muy valoradas en la cultura de los yakutos.

## Geografía
El sistema de Siberia oriental consta de varias secciones separadas de cadenas montañosas que se elevan al norte y al sur del círculo polar ártico. El grupo principal se extiende a lo largo de casi 3000 km, desde el valle del río Lena hasta el cabo Dezhnev, en el extremo oriental de la península de Chukotka. Aunque alcanza una anchura aproximada de 1200 km, la región de las tierras altas está casi cortada a la mitad por las tierras bajas de Siberia oriental que se extiende hacia el norte en el área central. Al suroeste, el límite no está claramente delimitado, ya que se superpone con el sistema de las montañas siberianas meridionales. Debido al terreno montañoso, grandes extensiones del sistema de Siberia oriental están deshabitadas. La ciudad más poblada es Magadán.

### Cordilleras
- Cordillera Verjoyansk
  - Cordillera Kharaulakh
  - Cordillera Kular
  - Cordillera  Orulgan
  - Cordillera Ust-Vilyuy
  - Sette-Daban
- Cordillera Suntar-Khayata
- Tierras altas de Yana-Oymyakon
  - Meseta de Elgin
  - Meseta de Oymyakon
  - Meseta de Yana
- Kyundyulyun
- Montes Cherski
  - Cordillera Selennyakh
  - Cordillera Moma
  - Cordillera Ulakhan-Chistay
  - Sierra de Angachak
  - Arga-Tas
  - Tas-Kystabyt
- Tierras altas de Yukaghir
- Meseta de Nera
- Montañas Kolyma
  - Cordillera Omsukchan
- Tierras altas de Anadyr
  - Meseta de Anadyr
  - Cordillera Anyuy
  - Cordillera Ilirney
  - Cordillera Kyrganay
  - Cordillera Chuvanay
- Montañas Chukotka
  - Cordillera Chantal
  - Cordillera Pekulney
- Montes Dzhugdzhur
- Montañas Koryak
  - Cordillera Rarytkin
  - Cordillera Ukvushvuynen

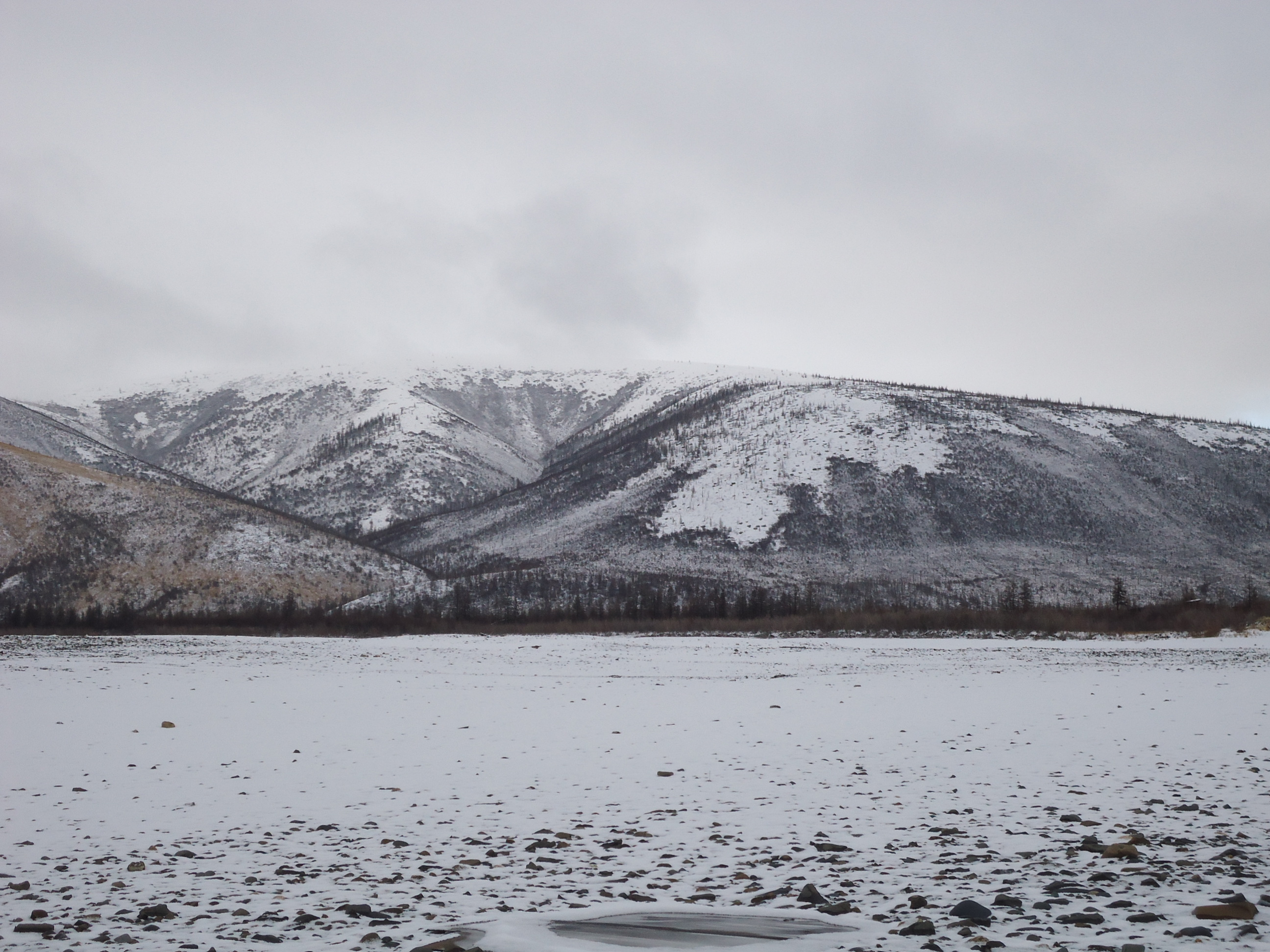
Vista del extremo norte de los montes Cherski
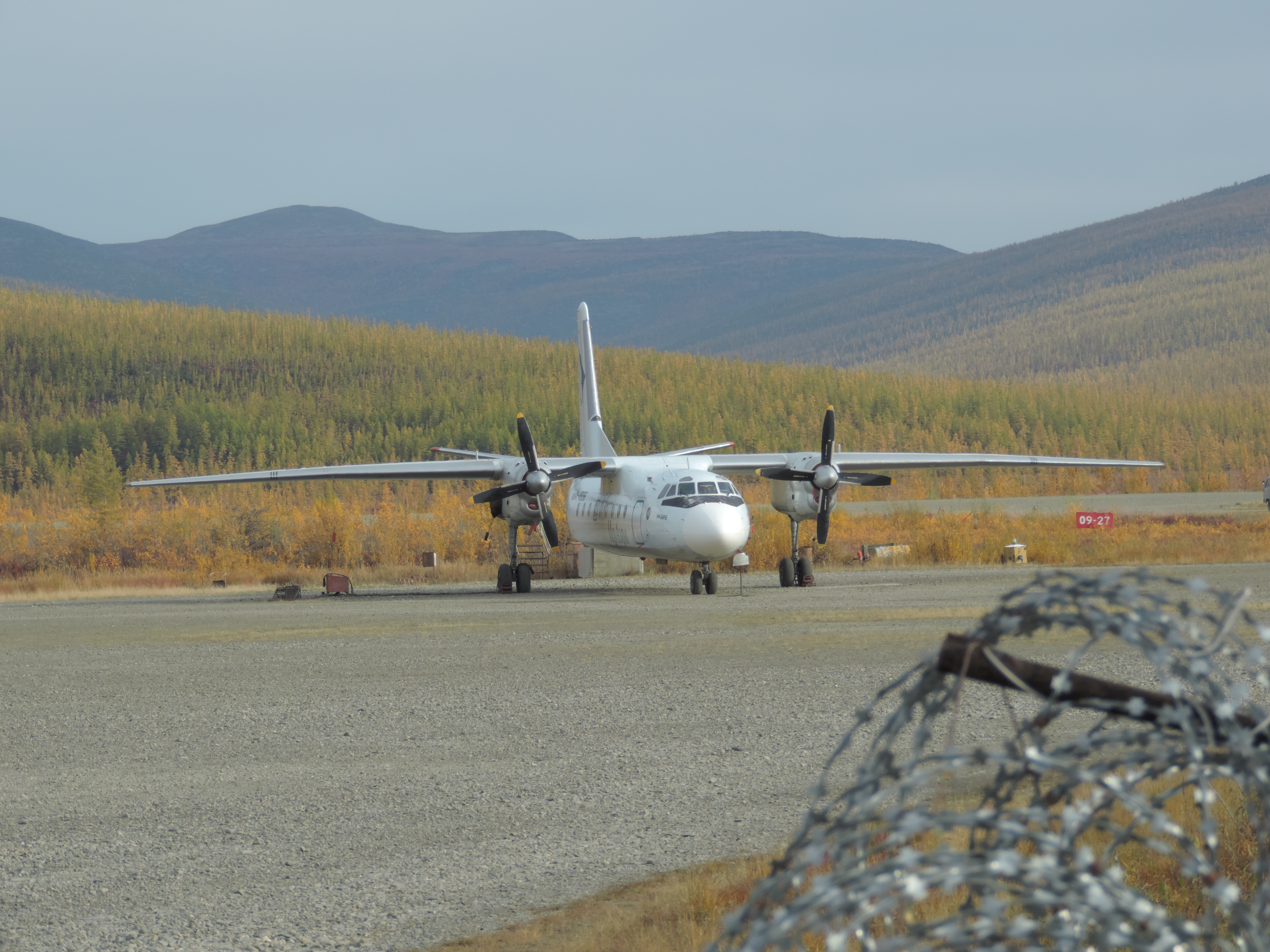
Taiga de montaña en verano (cordillera de Kyrganay)
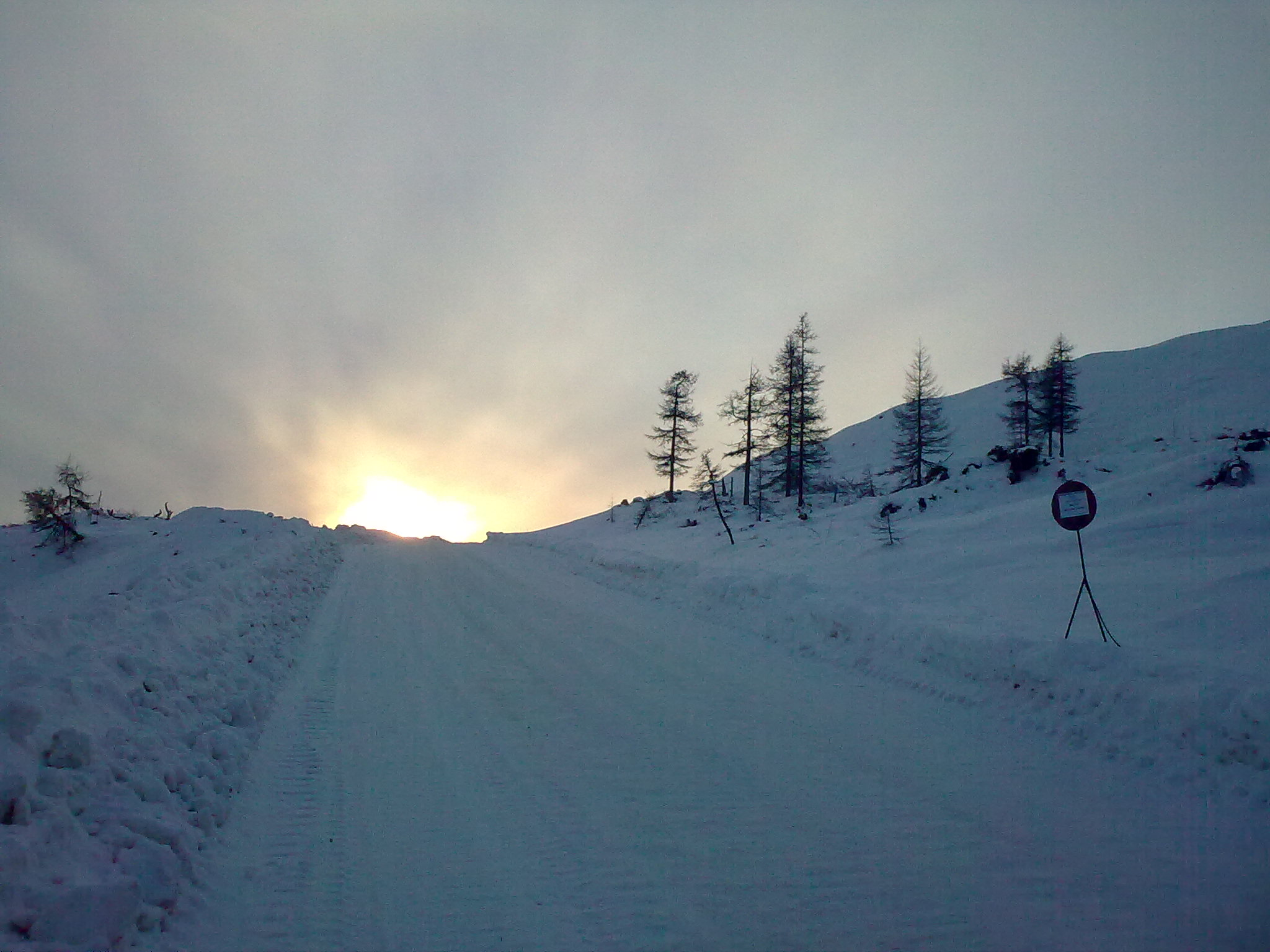
Carretera de invierno cerca de la mina Goltsovoy (cordillera Kolyma)
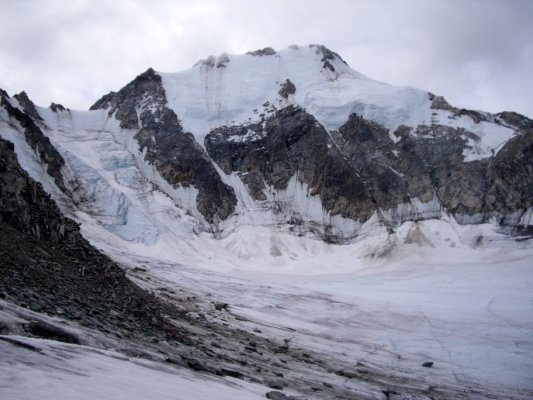
El Pobeda, pico más alto de los montes Cherski
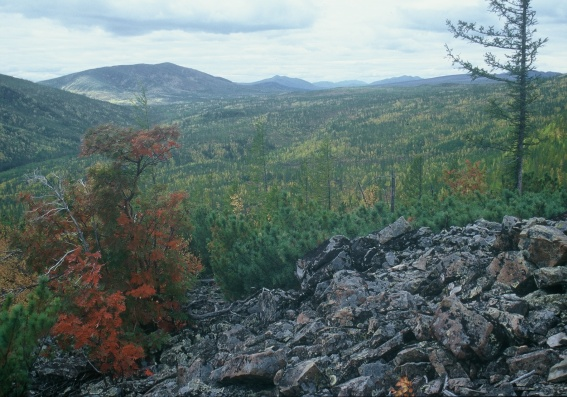
En el suroeste de las montañas Verkhoyansk

### Hidrografía
Los principales ríos de la vasta región son el Yana, Indigirka, Kolyma y su afluente Omolon, así como el Anadyr.

## Clima, flora y fauna
En la región se han registrado las temperaturas más bajas del mundo con lugares habitados. En el sur del sistema montañoso de Siberia oriental se encuentra el área de la famosa depresión de  Oimiakón, donde se registran bajas temperaturas récord, a pesar de que la regiónse encuentra a unos 3000 km al sur del polo norte geográfico.
Las elevaciones más bajas de las cordilleras, así como los valles, están cubiertos en gran parte por taiga. Los riachuelos y las áreas húmedas en altitudes más bajas de la mayoría de las montañas del sistema proporcionan un hábitat para la salamandra siberiana, una especie conocida por sobrevivir a fuertes heladas, tan bajas como −45 C.

### Ecorregiones
- Tundra de la península de Chukchi
- Tundra de montaña Cherskii-Kolyma
- Taiga de Siberia Oriental